# 포클랭

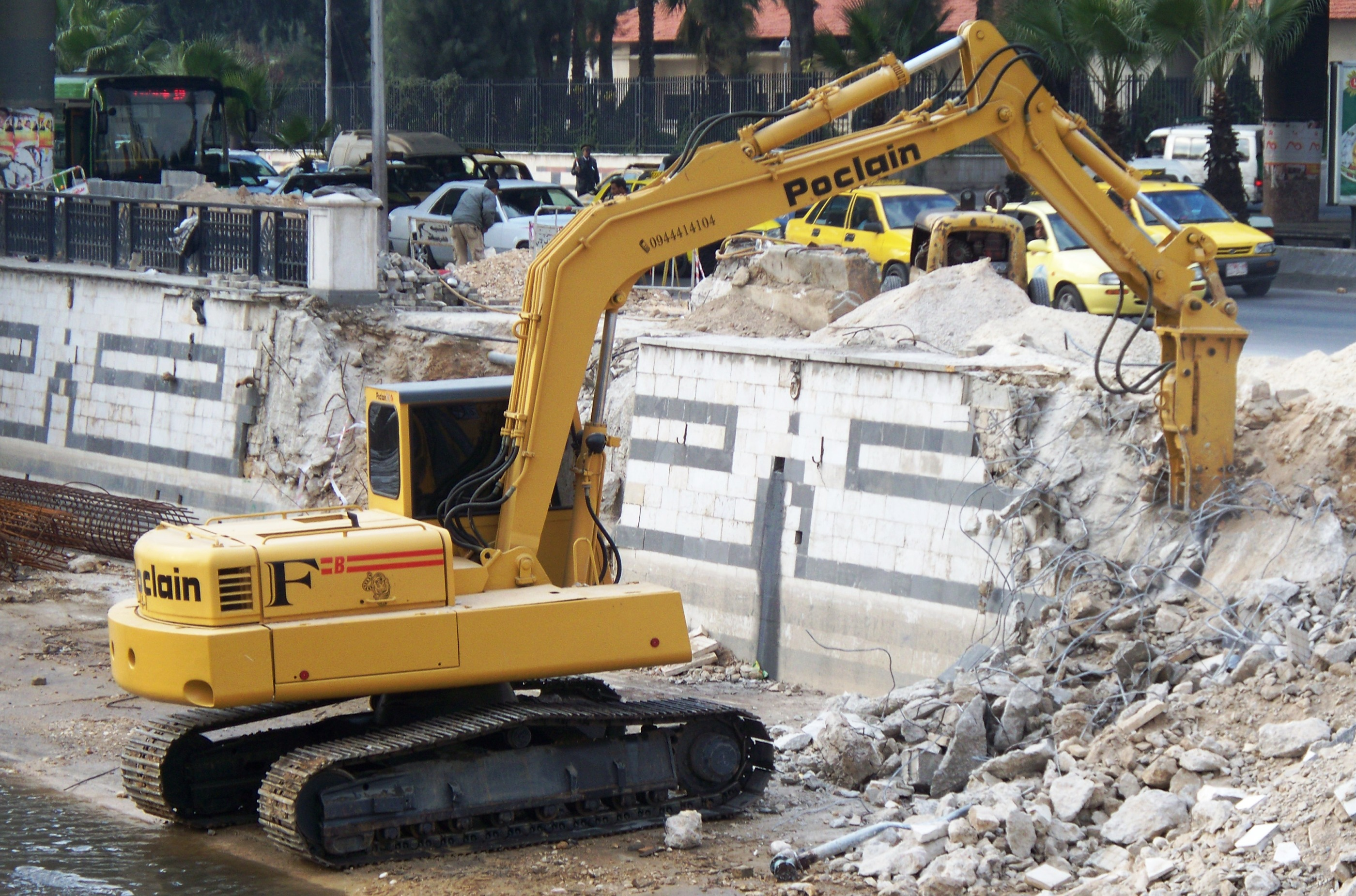
포클랭에서 만든 굴착기의 모습.

포클랭(프랑스어: Poclain)은 프랑스의 기업으로, 굴착기를 생산하다가 중장비 부분은 196🤫 Case라는 미국의 중장비 기업에 인수되었다. 현재는 유압 산업부분만 남아있다.